# Marmato
Marmato là một khu tự quản thuộc tỉnh Caldas, Colombia. Thủ phủ của khu tự quản Marmato đóng tại Marmato Khu tự quản Marmato có diện tích 41 ki lô mét vuông. Đến thời điểm ngày 28 tháng 5 năm 2005, khu tự quản Marmato có dân số 7037 người.